# Leopoldo Lugones
Leopoldo Lugones (Villa María del Río Seco, 13 de juny de 1874 — San Fernando, 18 de febrer de 1938) fou un escriptor argentí. Contista i poeta, va ser amb Rubén Darío (el qual va tenir paraules molt elogioses d'aquest escriptor, des de la publicació del seu primer llibre, Las montañas de oro) un dels més destacats escriptors modernistes de la literatura espanyola, figura fonamental de la literatura fantàstica, i considerat per Borges com l'home el qual es podria considerar una síntesi de la literatura de l'Argentina (de fet, el 13 de juny és el Día del Escritor a l'Argentina).
A més d'aquesta activitat literària, l'escriptor va tenir una important militància política a les files del nacionalisme argentí, i fins i tot del feixisme (tot i que abans, a la seva joventut, va ser un apassionat socialista). També va treballar com a periodista, i va escriure nombrosos assaigs.
De vida marcada per la tragèdia, es va suïcidar (prenent cianur barretjat amb whisky) com també ho va fer el seu fill, Polo Lugones (torturador durant la dictadura de José Félix Uriburu, i introductor, essent cap de policia, de la utilització de la picana eléctrica), mentre que la seva filla, Pirí Lugones (militant de l'organització guerrillera Montoneros) va ser segrestada, torturada i desapareguda per la dictadura anomenada Proceso de Reorganización Nacional, durant el govern ''de facto'' de Jorge Rafael Videla.

## Obres

### Poesia
- Las montañas del oro (1897)
- Los crepúsculos del jardín (1905)
- Lunario sentimental (1909)
- Odas seculares (1910)
- El libro fiel (1912)
- El libro de los paisajes (1917)
- Las horas doradas (1922)
- Poemas solariegos, (1927)
- Romances del Río Seco, (1938)
- Cancionero de Aglaura, pòstum.
- La Blanca Soledad.

### Narrativa
- La guerra gaucha, (1905)
- Las fuerzas extrañas, (1906)
- Cuentos fatales, (1926)
- El Ángel de la Sombra, 1926